# Bóng bàn tại Thế vận hội Mùa hè 2008

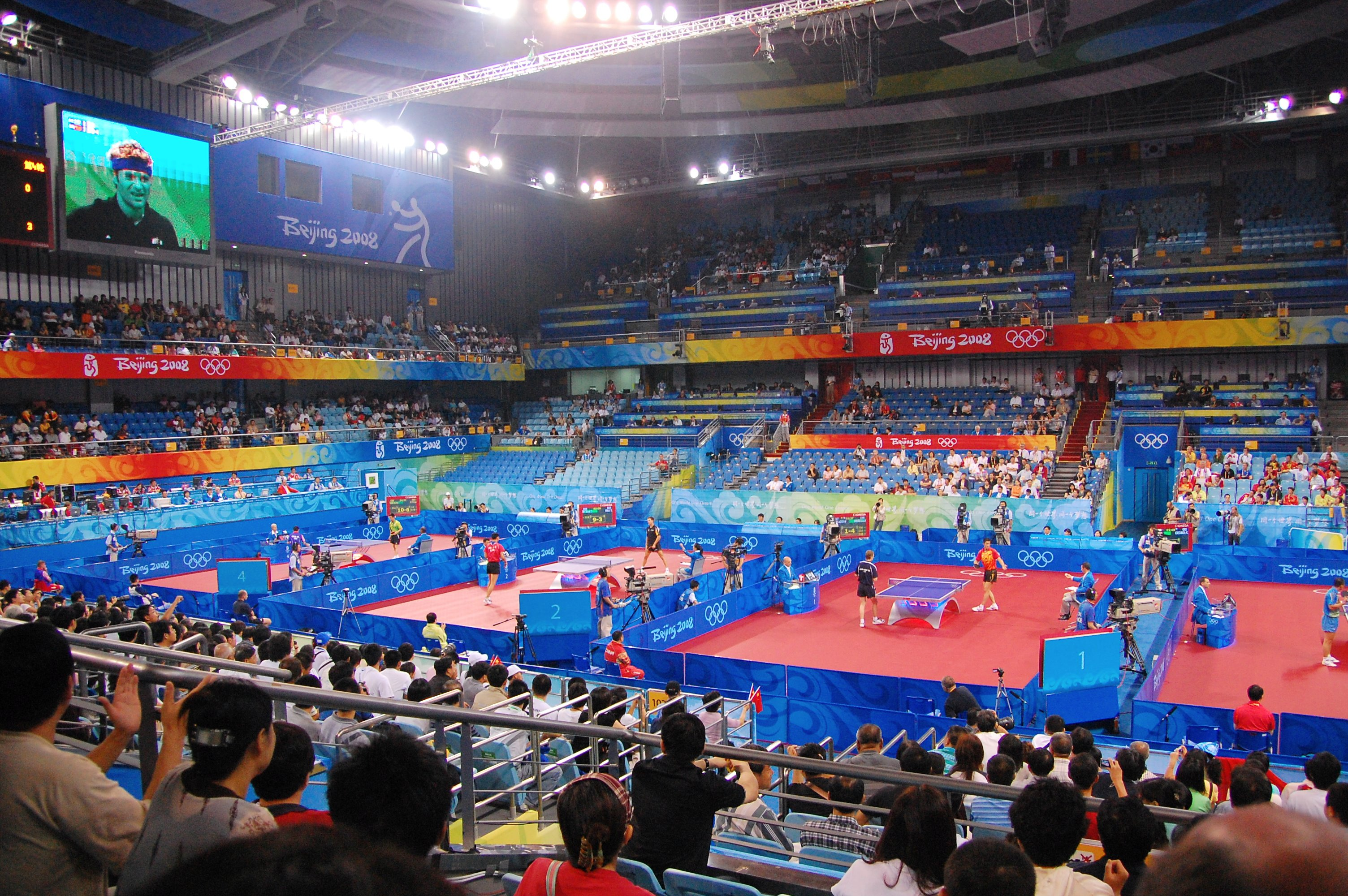
Hình một trận đấu tại Thế vận hội Mùa hè 2008

Giải bóng bàn tại Thế vận hội Mùa hè 2008 diễn ra từ ngày 13 đến ngày 23 tháng 8 năm 2008 tại Đại học Thể dục Bắc Kinh.

## Xếp hạng theo quốc gia
| 1    | Trung Quốc (CHN) | 4 | 2 | 2 | 8 |
| =2   | Đức (GER)        | 0 | 1 | 0 | 1 |
| =2   | Singapore (SIN)  | 0 | 1 | 0 | 1 |
| 4    | Hàn Quốc (KOR)   | 0 | 0 | 2 | 2 |
| Tổng | Tổng             | 3 | 3 | 3 | 9 |

## Bảng huy chương
| Nội dung     | Vàng                                                       | Bạc                                                         | Đồng                                                          |
| ------------ | ---------------------------------------------------------- | ----------------------------------------------------------- | ------------------------------------------------------------- |
| Đơn nam      | Mã Lâm · Trung Quốc                                        | Vương Hạo · Trung Quốc                                      | Vương Lệ Cần · Trung Quốc                                     |
| Đơn nữ       | Trương Di Ninh · Trung Quốc                                | Vương Nam · Trung Quốc                                      | Quách Dược · Trung Quốc                                       |
| Đồng đội nam | Trung Quốc (CHN) · Vương Hạo · Mã Lâm · Vương Lệ Cần       | Đức (GER) · Dimitrij Ovtcharov · Timo Boll · Christian Suss | Hàn Quốc (KOR) · Oh Sang Eun · Ryu Seung Min · Yoon Jae Young |
| Đồng đội nữ  | Trung Quốc (CHN) · Quách Dược · Vương Nam · Trương Di Ninh | Singapore (SIN) · Feng Tianwei · Li Jiawei · Wang Yuegu     | Hàn Quốc (KOR) · Dang Ye Seo · Kim Kyung Ah · Park Mi Young   |